# Nicolò Bon
Nicolò Bon (Candia, 1635 – Venezia, 12 luglio 1712) è stato un numismatico italiano.

## Biografia
Nato a Candia nel 1635 da una nobile famiglia di origine veneziana, ritornò a Venezia all'età di 16 anni. Si laureò in utroque iure, cioè sia in diritto civile sia in diritto canonico, presso l'Università di Padova.
Si dedicò agli studi di numismatica antica, il che fu la sua fortuna, perché in quel periodo a Venezia il collezionismo e il commercio antiquario erano fra le attività più in voga fra i patrizi.
Ebbe a lavorare per Girolamo Cornaro, la cui collezione è presente nel Museo Correr in Piazza San Marco, e per Pietro Morosini.
La sua preparazione e la sua perizia tecnica nella numismatica antica lo fecero conoscere in tutta europa, rendendolo famoso presso studiosi italiani e stranieri. Ebbe una notevole corrispondenza con Leibniz, che ne chiedeva spesso l'aiuto per reperire e classificare materiale numismatico, e con il cardinale Enrico Noris, altro appassionato numismatico, e con suoi colleghi francesi Charles Patin, Jacob Spon e Jean Foy-Vaillant, Francesco Mezzabarba, Andre Morell e Jakob Gronov.
Divenne membro di molte accademie, Accademie dei Delfici, dei Dodonei, dei Ricovrati di Venezia, degli Stravaganti di Candia, dei Gelati di Bologna, degli Sventati di Udine e della Royal Society di Londra.
Morì a Venezia all'età di settantasette anni il 12 luglio 1712.
Lasciò un imponente materiale didattico sui suoi studi, che ereditarono i suoi figli assieme a diverse medaglie e monete antiche.